# (33415) Felixwang
1999 CB101 (asteroide 33415) é um asteroide da cintura principal. Possui uma excentricidade de 0.06591480 e uma inclinação de 5.62798º.
Este asteroide foi descoberto no dia 10 de fevereiro de 1999 por LINEAR em Socorro.